# Илија Груев (фудбалер, 2000)
Илија Груев (буг. Илия Груев; Софија, 6. мај 2000) је бугарски фудбалер који тренутно наступа за Лидс јунајтед. Игра на позицији везног играча.
Син је Илије Груева, бившег фудбалера и репрезентативца Бугарске.